# Pheidole rohani
Pheidole rohani är en myrart som beskrevs av Santschi 1925. Pheidole rohani ingår i släktet Pheidole och familjen myror.

## Underarter
Arten delas in i följande underarter:
- P. r. monardi
- P. r. pellax
- P. r. rohani